# Niraeus antennarius
Niraeus antennarius är en skalbaggsart som beskrevs av Holzschuh 2003. Niraeus antennarius ingår i släktet Niraeus och familjen långhorningar. Inga underarter finns listade i Catalogue of Life.